# Покрет за демократске промене – Цвангирај
Покрет за демократске промене — Цвангирај (ПДП–Ц) је социјал-демократска политичка партија која делује у Зимбабвеу и најјача опозициона странка у земљи. Њен председник је Нелсон Чамиша.

## Деловање
Покрет за демократске промене, странка основана 1999. године, распао се 2005. године на две нове странке, већу, Покрет за демократске промене–Цвангирај под вођством Моргана Цвангираја и, мањи, Покрет за демократске промене — Мутамбара, под вођством Артура Мутамбаре. Ове две партије су на парламентарним изборима 2008. године формирале коалицију и освојиле већину посланичких места у скупштини, због чега је Афрички национални савез Зимбабвеа — Патриотски фронт по први пут остао без већине у скупштини од независности Зимбабвеа 1981. године.
Године 2008, јужноафрички председник Табо Мбеки био је посредник у организовању билатералних договора између две велике супарничке партије, ПДП–Цвангирај и Афричког националног савеза Зимбабвеа–Патриотског фронта, како би парламентарни избори прошли са што мање тензија и подметања.
Договор је био постигнут исте године, и према њему је Роберт Мугабе остао председник Зимбабвеа, а Морган Цвангирај је добио место премијера. На парламентарним изборима, Цвангирајева партија је освојила 99, Мугабеова 97, а Мутамбарина 10 посланичких места.